# چنسلی
چنسلی (به ایتالیایی: Ceneselli) یک کومونه در ایتالیا است که در استان روویگو واقع شده‌است.
 چنسلی ۲۸٫۶۲ کیلومتر مربع مساحت و ۱٬۶۷۲ نفر جمعیت دارد و ۱۳ متر بالاتر از سطح دریا واقع شده‌است.